# Борсуки (Руднянська сільська рада)
Борсуки (біл. вёска Барсукі) — село в складі Червенського району Мінської області, Білорусь. Село підпорядковане Руднянській сільській раді, розташоване в центральній частині області.